# Henri Derrien
Pour les articles homonymes, voir Derrien.
Henri Derrien, né le 23 juillet 1857 à Sizun (Finistère) et mort le 7 octobre 1903 à Lannion (Côtes-du-Nord), est un homme politique français.

## Biographie
Docteur en droit, il est avocat à Lannion. Conseiller municipal en 1884, adjoint au maire en 1888, il est maire de Lannion en 1892. Il est conseiller général en 1896. Il est député, conservateur, des Côtes-du-Nord de 1897 à 1903.

## Sources
- « Henri Derrien », dans le Dictionnaire des parlementaires français (1889-1940), sous la direction de Jean Jolly, PUF, 1960 [détail de l’édition]